# سیارک ۵۲۶۵
سیارک ۵۲۶۵ (به انگلیسی: 5265 Schadow، نامگذاری:2570P-L) پنج هزار و دویست و شصت و پنجمین سیارک کشف شده‌است که در ۲۴ سپتامبر ۱۹۶۰ کشف شد.
قدر مطلق سیارک برابر ۱۳٫۱۰ است.